# Prodentobunus nitidus
Prodentobunus nitidus is een hooiwagen uit de familie Sclerosomatidae.